# A Shift in the Night
A Shift in the Night is de achttiende aflevering van het tweede seizoen van de televisieserie ER, die voor het eerst werd uitgezonden op 4 april 1996.

## Verhaal
Dr. Greene begint aan zijn vierde nachtdienst en de personeelsbezetting ziet er niet goed uit, Dr. Ross meldt zich ziek met een whiplash en Dr. Lewis heeft een belangrijke afspraak met haar advocaat. Hij probeert zich toch door de stroom van patiënten te worstelen met veel kunst en vliegwerk. Tijdens de nacht wordt het duidelijk dat er nog steeds spanningen heersen tussen Dr. Greene en Dr. Benton.

## Rolverdeling

### Hoofdrol
- Anthony Edwards - Dr. Mark Greene
- George Clooney - Dr. Doug Ross
- Eriq La Salle - Dr. Peter Benton
- Sherry Stringfield - Dr. Susan Lewis
- Kathleen Wilhoite - Chloe Lewis
- Laura Innes - Dr. Kerry Weaver
- Scott Jaeck - Dr. Steven Flint
- William H. Macy - Dr. David Morgenstern
- Noah Wyle - John Carter
- Julianna Margulies - verpleegster Carol Hathaway
- Ellen Crawford - verpleegster Lydia Wright
- Yvette Freeman - verpleegster Haleh Adams
- Laura Cerón - verpleegster Chuny Marquez
- Deezer D - verpleger Malik McGrath
- Abraham Benrubi - Jerry Markovic
- Kristin Minter - Randi Fronczak
- Ron Eldard - ambulancemedewerker Ray 'Shep' Shepard
- Scott Michael Campbell - ambulancemedewerker Riley Brown
- Emily Wagner - ambulancemedewerker Doris Pickman
- Lyn Alicia Henderson - ambulancemedewerker Pamela Olbes

### Gastrol
- Mary Mara - Loretta Sweet
- Jake Lloyd - Jimmy Sweet
- Patricia Gaul - Mrs. Ethridge
- John Apicella - Louis Ethridge
- Justin Urich - Corky Ethridge
- Steven Gilborn - Dr. Randall
- Michael Ralph - Mr. Alexander
- Pat Crawford Brown - Mrs. Votey
- Kyle Gibson - Danny Huggins
- Peggy Roeder - Ruth Huggins

en vele andere